# Sean Connery
Thomas Sean Connery Kt. (Edimburgo, 25 de agosto de 1930 — Nassau, 31 de outubro de 2020) foi um ator escocês. Ficou mundialmente conhecido como o primeiro e mais célebre ator a interpretar James Bond, agente secreto do MI6 britânico, no cinema, protagonizando 6 filmes entre 1962 e 1971. Tornou-se numa estrela de cinema na década de 1960, algo que lhe valeu uma carreira de mais de 50 anos.
Nos mais de sessenta anos de estrelato, Connery construiu uma sólida carreira cinematográfica após deixar o personagem de 007 em 1971, estrelando filmes importantes e populares nos anos seguintes como The Man Who Would Be King, Der Name der Rose, Indiana Jones and the Last Crusade, Os Intocáveis e The Hunt for Red October, entre outros. Por sua contribuição às artes cinematográficas e ao Império Britânico, foi sagrado Sir pela rainha Elizabeth II em 2000, apesar de ao longo de toda a vida ter lutado pela causa da Independência da Escócia do Reino Unido. Faleceu em 31 de outubro de 2020, aos noventa anos.

## Biografia
Filho de pai católico e mãe protestante, Connery começou a vida como leiteiro em sua terra natal e até ter sua primeira oportunidade na vida artística, num musical chamado South Pacific, serviu na Marinha Real, foi motorista de caminhão e modelo vivo para artistas do Colégio de Artes de Edimburgo. Nesta época ele foi terceiro colocado no concurso de Mister Universo de onde, através da insistência de um amigo, saiu para fazer os testes para a peça, que acabou lhe abrindo o caminho para o trabalho de ator nos palcos, na televisão e nas telas de cinema.
Após trabalhos menores no cinema e na televisão inglesa, entre o fim dos anos 50 e começo dos 60, Connery chegou à fama internacional na pele do agente James Bond no filme 007 Contra o Satânico Dr. No em 1962, que inauguraria a mais bem sucedida e longeva série cinematográfica, que em 2012 completou 50 anos, e da qual Connery fez seis filmes oficiais, marcando o personagem de maneira definitiva.
Em 1971, depois de Diamonds are forever (007 Os Diamantes são Eternos), Connery deixou o personagem (por apenas doze anos, já que voltaria a ele em 1983, no filme Never Say Never Again (007 Nunca Diga Nunca Outra Vez), uma refilmagem de 007 Contra a Chantagem Atômica, feita numa produção de menor qualidade e com um Connery já envelhecido e que se revelou um fracasso de crítica e de bilheteria) para investir numa carreira mais diversificada.
A partir do sucesso de O Homem que Queria Ser Rei em 1975, dirigido por John Huston e co-estrelado por seu amigo Michael Caine, sua carreira entrou em ascensão em qualidade e diversidade, fazendo com que Connery se tornasse o único de todos os atores que interpretaram o papel de espião favorito de Sua Majestade a conseguir isso. Nas décadas seguintes, Sean estrelaria sucessos como Highlander, Robin e Marian, O Nome da Rosa, Indiana Jones e a Última Cruzada, Armadilha, A Rocha, Caçada ao Outubro Vermelho, e coroaria a carreira com o Oscar de melhor ator coadjuvante por sua atuação em Os Intocáveis, com Kevin Costner e Robert de Niro, em 1987, numa cerimônia em que foi aplaudido de pé ao por todos presentes no Dorothy Chandler Pavillion, local da festa de entrega dos prêmios da Academia na época.
Nos últimos anos, após o fracasso comercial e de crítica de seu último filme, The League of Extraordinary Gentlemen (A Liga Extraordinária) Connery manteve-se afastado do cinema, em parte por sua decepção com o sistema de Hollywood, bem como por sua alegada declaração de que se concentra em escrever um livro sobre sua vida.

## Vida pessoal

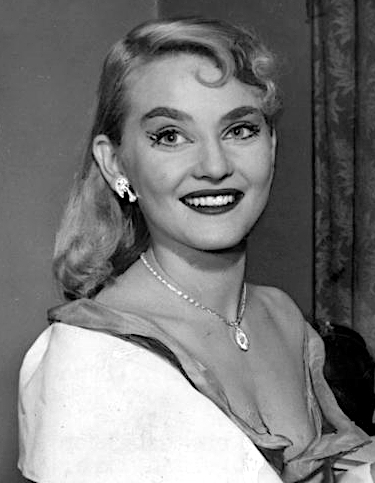
Primeira esposa de Connery, Diane Cilento, 1954

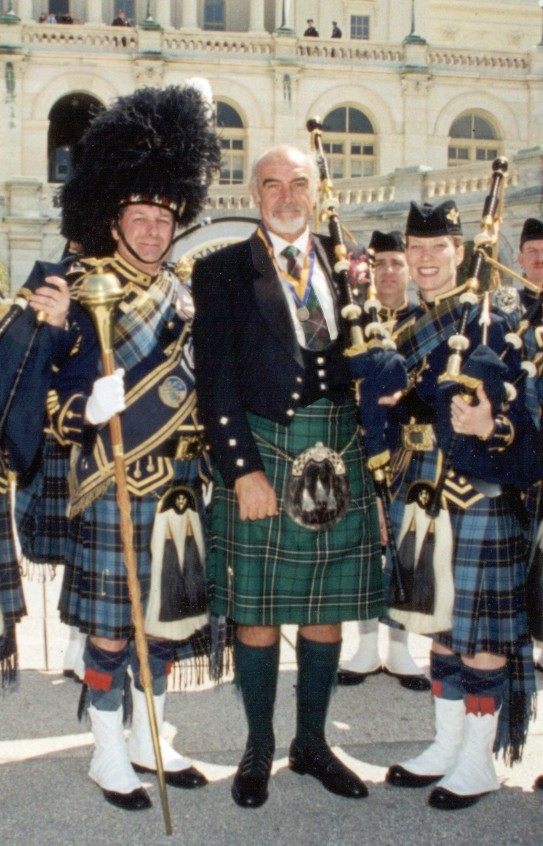
Sir Sean Connery em traje típico escocês. Washington, E.U.A., 2004

Connery foi casado com a atriz australiana Diane Cilento de 1962 a 1973, embora tenham se separado em 1971. Eles tiveram um filho, o ator Jason Connery. Enquanto eles estavam separados, Connery namorou Jill St. John, Lana Wood, Carole Mallory, e Magda Konopka. Em sua autobiografia de 2006, Cilento alegou que tinha abusado dela mental e fisicamente durante o relacionamento; alegou que Connery havia sido citado como tendo dito que bater ocasionalmente em uma mulher "não era grande coisa". Connery cancelou uma aparição no Parlamento escocês por causa da polêmica; negou ter feito a citação e, em 2006,  disse que qualquer abuso de mulheres era inaceitável.
Connery foi casado com a pintora franco-marroquina Micheline Roquebrune (nascida em 1929) de 1975 até sua morte. O casamento sobreviveu a um caso bem documentado que Connery teve no final dos anos 1980 com a cantora e compositora Lynsey de Paul. Um grande jogador de golfe, Connery foi dono do Domaine de Terre Blanche no sul da França por vinte anos (a partir de 1979), onde planejou construir seu campo de golfe de sonho em 266 acres (108 ha) de terra; o sonho foi realizado quando ele o vendeu para o bilionário alemão Dietmar Hopp em 1999. Ele foi premiado com um grau honorário de Shodan (1º dan) no karatê Kyokushin. Connery mudou-se para as Bahamas na década de 1990. Ele era dono de uma mansão em Lyford Cay em New Providence.
Connery foi nomeado cavaleiro pela Rainha em uma cerimônia de investidura no Palácio Holyrood em Edimburgo em 5 de julho de 2000. Ele havia sido nomeado para o título de cavaleiro em 1997 e 1998, mas essas nomeações foram vetadas por Donald Dewar devido às opiniões políticas de Connery. [60] Connery tinha uma villa em Kranidi, Grécia. Seu vizinho era o rei Willem-Alexander da Holanda, com quem compartilhou uma plataforma de helicóptero. Michael Caine (que co-estrelou com Connery em O Homem que Seria Rei em 1975) estava entre os amigos mais próximos de Connery. Connery era um apoiador do clube de futebol escocês Rangers F.C.
Em uma entrevista em 1965 á revista Playboy, Sean admitiu já ter batido em mulheres. “Não penso que haja nada particularmente errado em bater numa mulher, embora eu recomende não o fazer da mesma forma que se faria com um homem. Uma bofetada é justificável -  se todas as outraS alternativas falharam e houve alertas suficientes”, disse. “Se uma mulher é uma cabra, ou histérica, ou continuamente cruel, então eu o faria. Penso que um homem deve estar um pouco avançado, à frente da mulher”. Em 1987, ele sustentou o mesmo pensamento em entrevista ao programa de Barbara Walters. “Não mudei a minha opinião”, disse. “Não penso que seja tão mau, penso que depende inteiramente das circunstâncias, se ela o merece, sim. Se você tentou tudo antes — e as mulheres são muito boas nisso — e elas não o querem deixar em paz. Têm que ter a última palavra, então você dá-lhes a última palavra. Mas se elas não ficam satisfeitas mesmo assim e entram numa situação realmente provocadora, então, penso que é absolutamente correto”.

### Opiniões políticas

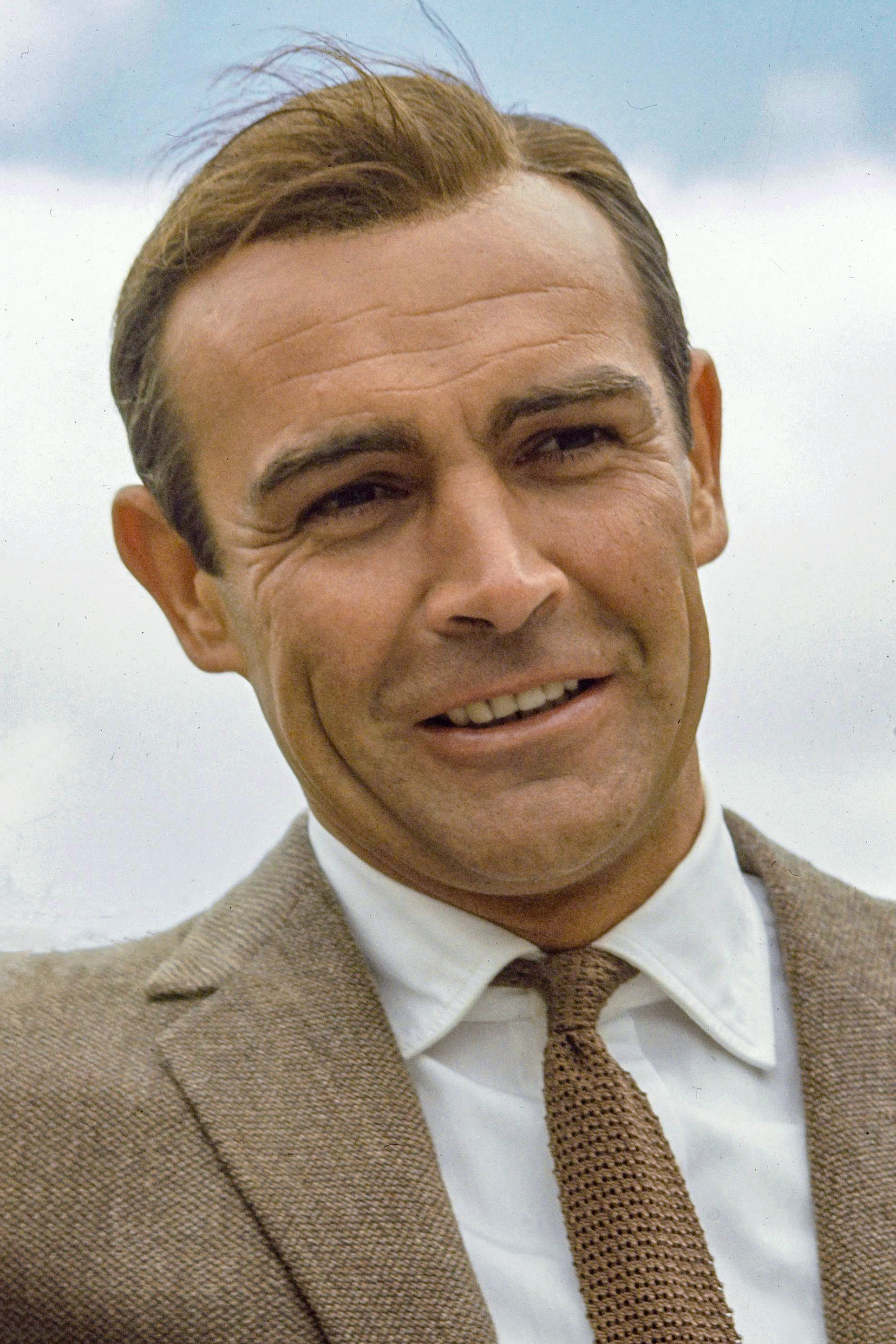
Connery em 1964.

Connery era membro do Partido Nacional Escocês (SNP), um partido político de centro-esquerda que fazia campanha pela independência da Escócia do Reino Unido e apoiava o partido financeiramente e por meio de aparições pessoais. Seu financiamento do SNP cessou em 2001, quando o Parlamento do Reino Unido aprovou uma legislação que proibia o financiamento externo de atividades políticas no Reino Unido.

### Status tributário
Em resposta às acusações de que ele era um exilado fiscal, Connery divulgou documentos em 2003 mostrando que ele pagou £ 3,7 milhões em impostos no Reino Unido entre 1997 e 1998 e entre 2002 e 2003. Os críticos apontaram que se ele tivesse residido continuamente no Reino Unido para fins fiscais, sua taxa de imposto teria sido muito mais alta. Na corrida para o referendo da independência escocesa de 2014, o irmão de Connery, Neil, disse que Connery não viria à Escócia para reunir partidários da independência, já que seu status de exílio fiscal limitava muito o número de dias que ele poderia passar no país.
Depois que Connery vendeu sua villa em Marbella em 1999, as autoridades espanholas iniciaram uma investigação de evasão fiscal contra ele e sua esposa, alegando que o tesouro espanhol havia sido fraudado em £ 5,5 milhões. Connery foi posteriormente inocentado por oficiais, mas sua esposa e outras 16 pessoas foram acusadas de tentativa de fraudar o tesouro espanhol.

## Morte
O ator morreu em 31 de outubro de 2020, aos 90 anos, em Nassau, nas Bahamas. Segundo a BBC, a informação foi confirmada pela família do ator. Micheline Roquebrune, víuva de Connery com quem foi casada por 45 anos, relatou que o ator sofreu de demência nos últimos anos de sua vida.

## Carreira

### Cinema
- 1955 – Lilacs in the Spring (não creditado)
- 1957 – Time in Lock
- 1957 – No Road Back
- 1957 – Action of the Tiger
- 1957 – Hell Drivers
- 1958 – Another Time, Another Place
- 1959 – Tarzan's Greatest Adventure
- 1959 – Darby O'Gill and the Little People
- 1961 – On the Fiddle
- 1961 – The Frightened City
- 1962 – The Longest Day (br: O Mais Longo dos Dias)
- 1962 – Dr. No (br: 007 contra o Satânico Dr. No)
- 1963 – From Russia with Love (br: Moscou contra 007)
- 1964 – Woman of Straw (br: A Mulher de Palha)
- 1964 – Marnie (br: Marnie, Confissões de uma Ladra)
- 1964 – Goldfinger (br: 007 contra Goldfinger)
- 1965 – Thunderball (br: 007 contra a Chantagem Atômica)
- 1965 – The Hill (br: A Colina dos Homens Perdidos)
- 1966 – A Fine Madness (br: Sublime Loucura)
- 1966 – Un monde nouveau (não creditado)
- 1967 – You Only Live Twice (br: Com 007 Só Se Vive Duas Vezes)
- 1968 – Shalako
- 1970 – The Molly Maguires (br: Ver-te-ei no Inferno)
- 1971 – Diamonds Are Forever (br: 007 Os Diamantes são Eternos)
- 1971 – The Anderson Tapes (br: O Golpe de John Anderson)
- 1971 – Krasnaya palatka (br: A Tenda Vermelha)
- 1973 – The Offence (br: Até os Deuses Erram)
- 1973 – Zardoz
- 1974 – Murder on the Orient Express (br: Assassinato no Expresso Oriente)
- 1975 – The Wind and the Lion (br: O Vento e o Leão)
- 1975 – The Man Who Would Be King (br: O Homem Que Queria Ser Rei)
- 1975 – The Terrorists (br :Decisão Amarga)
- 1976 – The Next Man (br: Conspiração Árabe)
- 1976 – Robin and Marian (br: Robin e Marian)
- 1977 – A Bridge Too Far (br: Uma Ponte Longe Demais)
- 1979 – Meteor (br: Meteoro)
- 1979 – The First Great Train Robbery (br: O Primeiro Assalto de Trem)
- 1979 – Cuba
- 1981 – Outland (br: Outland - Comando Titânio)
- 1981 – Time Bandits (br: Os Bandidos do Tempo)
- 1982 – Wrong Is Right
- 1982 – Five Days One Summer (br: Cinco Dias de um Verão)
- 1982 – G'ole! (voz)
- 1982 – Sword of the Valiant (br: A Espada Vingadora)
- 1983 – Never Say Never Again (br: 007 - Nunca Mais Outra Vez)
- 1986 – Highlander (br: Highlander, o Guerreiro Imortal)
- 1986 – Der Name der Rose (br/pt: O Nome da Rosa)
- 1987 – The Untouchables (br/pt: Os Intocáveis)
- 1988 – Memories of Me
- 1988 – The Presidio (br: Mais Forte Que o Ódio)
- 1989 – Indiana Jones and the Last Crusade (br: Indiana Jones e a Última Cruzada)
- 1989 – Family Business (br: Negócios de Família)
- 1990 – The Hunt for Red October (br: Caçada ao Outubro Vermelho)
- 1990 – The Russia House (br: A Casa da Rússia)
- 1991 – Highlander II: The Quickening (br: Highlander II – A Ressurreição)
- 1991 – Robin Hood: Prince of Thieves
- 1992 – Medicine Man (br: O Curandeiro da Selva)
- 1993 – Rising Sun (br: Sol Nascente)
- 1994 – A Good Man in Africa (br: Jogos de Conexão)
- 1995 – First Knight (br: Lancelot - O Primeiro Cavaleiro)
- 1995 – Just Cause (br: Justa Causa)
- 1996 – Dragonheart (br: Coração de Dragão) (voz)
- 1996 – The Rock (br: A Rocha)
- 1998 – Playing by Heart (br: Corações Apaixonados)
- 1998 – The Avengers (br: Os Vingadores)
- 1999 – Entrapment (br: Armadilha)
- 2000 – Finding Forrester (br: Encontrando Forrester)
- 2003 – The League of Extraordinary Gentlemen (br: A Liga Extraordinária)
- 2012 – Sir Billi the Vet (voz)

### Principais premiações
- 1986 – Der Name der Rose – BAFTA de melhor ator em cinema
- 1987 – The Untouchables – Oscar de melhor ator coadjuvante